# زلوبیتسه
زلوبیتسه (به لاتین: Zlobice) یک منطقهٔ مسکونی در جمهوری چک است که در شهرستان کرومیه‌رژیژ واقع شده‌است. زلوبیتسه ۶٫۶۳ کیلومتر مربع مساحت و ۶۱۷ نفر جمعیت دارد و ۲۲۸ متر بالاتر از سطح دریا واقع شده‌است.